# Nothing Compares 2 U
"Nothing Compares 2 U" er en sang skrevet af Prince til The Family, et funkband som blev skabt for at få mere af hans musik ud. Bandets debutalbum The Family blev udgivet i 1985, men sangen kom ikke ud som single og blev ikke særligt kendt.
Den irske sangerinde Sinéad O'Connor lavede en coverversion af sangen i 1990 som var med på hendes album I Do Not Want What I Haven't Got, og sangen blev hurtigt et hit. Singlen toppede hitlisterne verden over, blandt andet i Storbritannien, USA og Australien.
Musikvideoen var populær på MTV, og da sangen var på toppen, begyndte Prince selv at optræde med den til koncerter og han tog en live-version af sangen med på sit første opsamlingsalbum The Hits/The B-Sides. Denne version er en duet med Rosie Gaines, som på dette tidspunkt var med i hans band The New Power Generation.
Der var en coverversion af "Nothing Compares 2 U" af Capital Cities, udgivet i albummet In a Tidal Wave of Mystery.

## Spor
| 7" single 1. "Nothing Compares 2 U" – 5:09 2. "Jump in the River" – 4:13 | CD maxi 1. "Nothing Compares 2 U" – 5:09 2. "Jump in the River" – 4:13 3. "Jump in the River" (instrumental) – 4:04 |

## Hitlister
| Hitlister (1990)                                 | Højeste placering |
| ------------------------------------------------ | ----------------- |
| Australien (ARIA)                                | 1                 |
| Østrig (Ö3 Austria Top 40)                       | 1                 |
| Belgien (Ultratop 50 Flanderen)                  | 1                 |
| Belgien (Ultratop 50 Vallonien)                  | 3                 |
| Canadian Adult Contemporary (RPM)                | 1                 |
| Canadian Top Singles (RPM)                       | 1                 |
| Denmark (IFPI)                                   | 1                 |
| Finland (Suomen virallinen lista)                | 1                 |
| Frankrig (SNEP)                                  | 5                 |
| Germany (Media Control AG)                       | 1                 |
| Iceland (Íslenski Listinn)                       | 1                 |
| Ireland (IRMA)                                   | 1                 |
| Holland (Dutch Top 40)                           | 1                 |
| Holland (Single Top 100)                         | 1                 |
| New Zealand (RIANZ)                              | 1                 |
| Norge (VG-lista)                                 | 1                 |
| Polen (Polish Airplay Top 100)                   | 1                 |
| Portugal (AFP)                                   | 1                 |
| Sverige (Sverigetopplistan)                      | 1                 |
| Schweiz (Schweizer Hitparade)                    | 1                 |
| Storbritannien Singles (Official Charts Company) | 1                 |
| USA Adult Contemporary (Billboard)               | 2                 |
| USA Alternative Songs (Billboard)                | 1                 |
| USA Billboard Hot 100                            | 1                 |
| Hitliste (2011)                                  | Højeste placering |
| Danmark (Track Top-40)                           | 19                |

| Hitliste (1990)                 | Placering |
| ------------------------------- | --------- |
| Australian Singles Chart        | 1         |
| Austrian Singles Chart          | 2         |
| Canada Top Singles (RPM)        | 3         |
| Dutch Top 40                    | 1         |
| German Singles Chart            | 2         |
| Irish Singles Chart             | 1         |
| New Zealand (Recorded Music NZ) | 11        |
| Swiss Singles Chart             | 6         |
| UK Singles Chart                | 2         |
| US Billboard Hot 100            | 3         |

| Hitliste (1990–1999) | Placering |
| -------------------- | --------- |
| Irish Singles Chart  | 36        |
| UK Singles Chart     | 61        |
| US Billboard Hot 100 | 82        |

## Certificeringer
| Land | Certificering | Salg       |
| --- | ------------- | ---------- |
| Australia (ARIA) | 2× Platinum   | 140,000^   |
| Østrig (IFPI Østrig) | Platinum      | 30,000x    |
| Tyskland (BVMI) | Gold          | 250,000^   |
| Sverige (GLF) | Platinum      | 50,000x    |
| Storbritannien (BPI) | Platinum      | 600,000^   |
| USA (RIAA) | Platinum      | 1,000,000^ |
| *Salgstal baseret på certificering alene. ^Forsendelsestal baseret på certificering alene. xUspecificerede tal baseret på certificering alene. |               |            |